# Mil'kovskij rajon
Il Mil'kovskij rajon è un rajon (distretto) del Kraj di Kamčatka, nella Russia estremo orientale. Il capoluogo è il villaggio di Mil'kovo.